# Грб Опланда
Грб Опланда је званични симбол норвешког округа Опланд. Грб је званично одобрен краљевском резолуцијом од 1989. године.

## Опис грба
Грб Опланда показују два пролећна Ускршња цвета (Pulsatilla vernalis). Тролишће на дршци цвећа симболизује равничарске округе, Хаделанда и Тотена. Два цвета су симболи долина Валдрес и Гудбрандсдален у овој покрајини.